# Česká část hornoslezské uhelné pánve
Česká část hornoslezské uhelné pánve je území o rozloze asi 1550 km², což tvoří asi 20 % celé hornoslezské pánve, jejíž větší část se nachází v Polsku.

## Umístění
Západní hranice pánve probíhá od Nového Jičína k hranici s Polskem u Bohumína. Severní a východní hranici pak tvoří česko-polská hranice. Jižní hranice pánve zatím není přesně určena. Karbonská souvrství se ponořují pod pohoří Vnějších Západních Karpat a je pravděpodobné, že pokračováním hornoslezské pánve jsou i souvrství, které se nacházejí v hloubce 2700 až 4700 m na jižní Moravě.

## Rozdělení
Tato pánev se dělí na dvě základní části: ostravsko-karvinskou a podbeskydskou. Ostravská část ostravsko-karvinské pánve se dále dělí na ostravskou a petřvaldskou dílčí pánev. Podbeskydská pánev se pak skládá z příborské, těšínské, mořkovské, frenštátské a jablunkovské části.

## Těžba uhlí
Z celé známé oblasti pánve je hornicky využíváno přes 300 km² a dalších asi 400 km² je považováno za perspektivní. Ve zbývající části pánve se uhlonosná souvrství nenacházejí v dobyvatelných hloubkách. Největší část těžby přitom probíhá v ostravsko-karvinské části, v podbeskydské části se nachází jediný činný důl (Paskov) a zakonzervovaný důl Frenštát.

## Doprovodná těžba
Z jiných surovin vhodných k těžbě je těžen a využíván karbonský zemní plyn a ropa.